# Leonid Levin

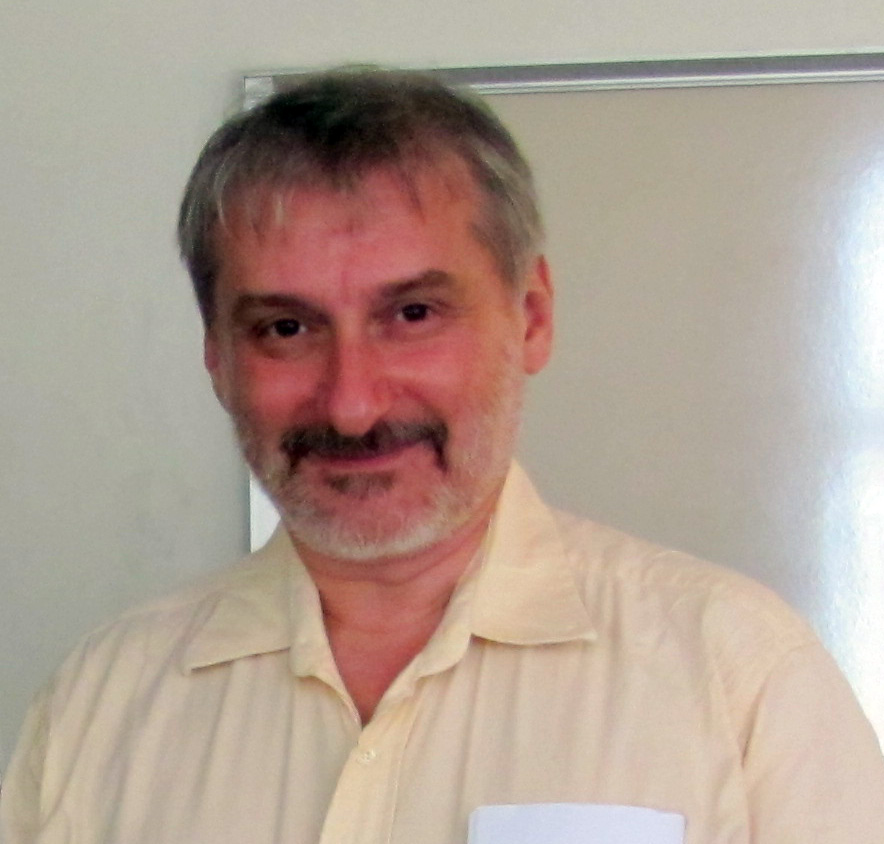
Leonid Levin

Leonid Anatólievich Levin Леонид Анатольевич Левин (nació el 2 de noviembre de 1948 en la antigua URSS). Es informático, estudió siguiendo los pasos de Andréi Kolmogórov.
Leonid obtuvo su primer doctorado en 1972 en la universidad de Moscú. Más adelante, emigró a los EE. UU. en 1978 y obtuvo otro doctorado en el Instituto Tecnológico de Massachusetts en 1979.
Es muy conocido por su trabajo en la computación aleatoria, en la complejidad de los algorítmicos, en los fundamentos de las matemáticas e informática, en la teoría del cómputo y en la teoría de la información.
Su vida se describe en un capítulo del libro: Out of Their Minds: The Lives and Discoveries of 15 Great Computer Scientists.
Levin descubrió un teorema que también fue descubierto y probado por Stephen Cook. Este teorema de Cook-Levin, nombrado a menudo así por los investigadores, era una base para uno de los siete problemas matemáticos del milenio recompensado por el Clay Mathematics Institute con un premio de un millón de dólares. El artículo de Levin sobre este teorema fue publicado en 1973; había dado una conferencia de sus ideas algunos años antes, aunque los resultados de la escritura formal ocurrieron después de la publicación de Stephen Cook.
Levin es actualmente profesor de informática en la universidad de Boston, donde comenzó a impartir clases en el año 1980.